# Zweirad mit Frontantrieb

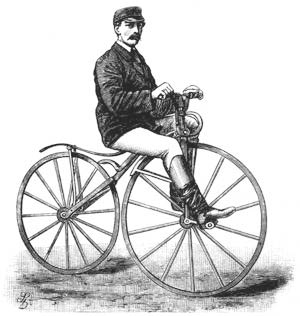
Michauline entwickelt 1861

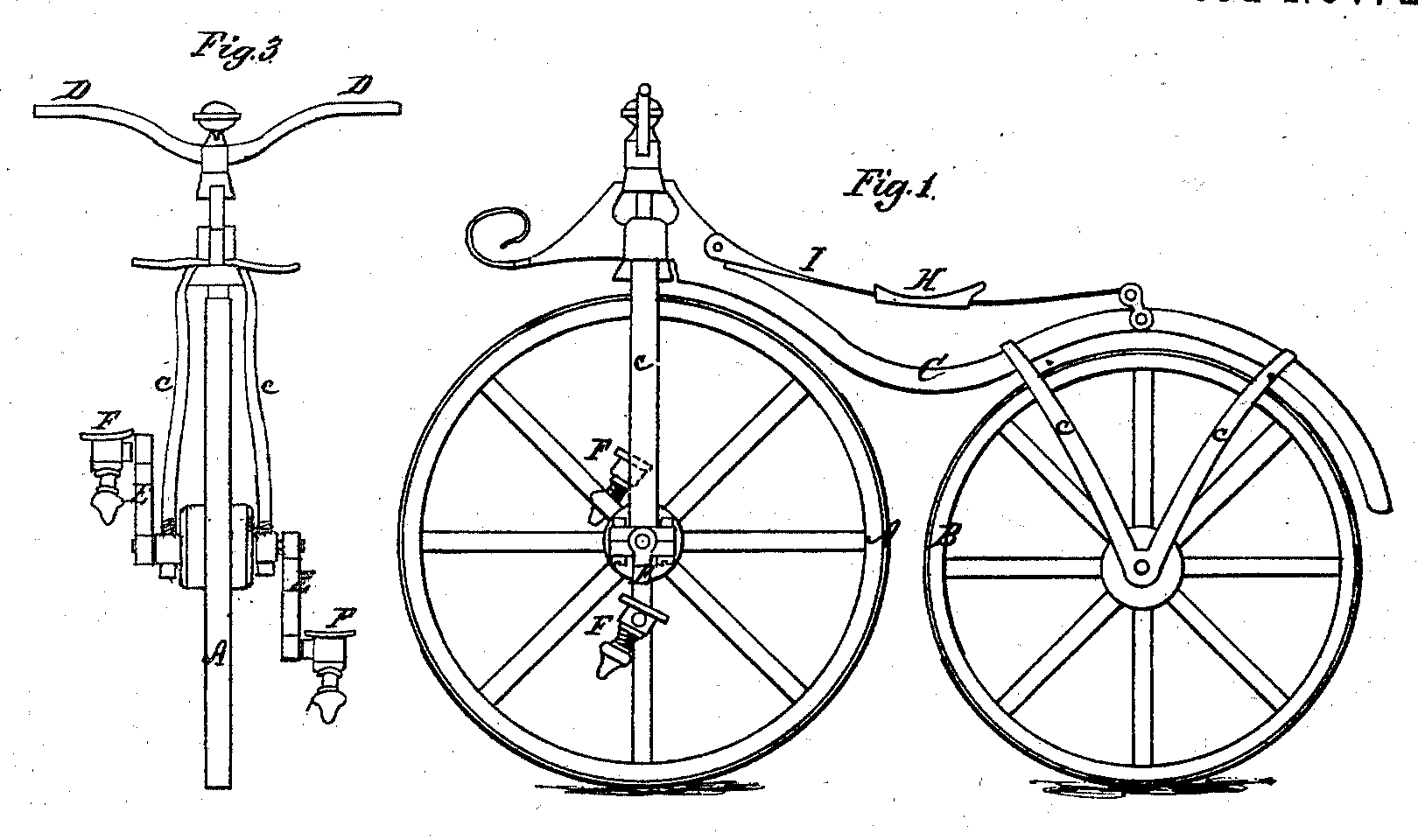
Patentzeichnungen des „Lallement Velociped“

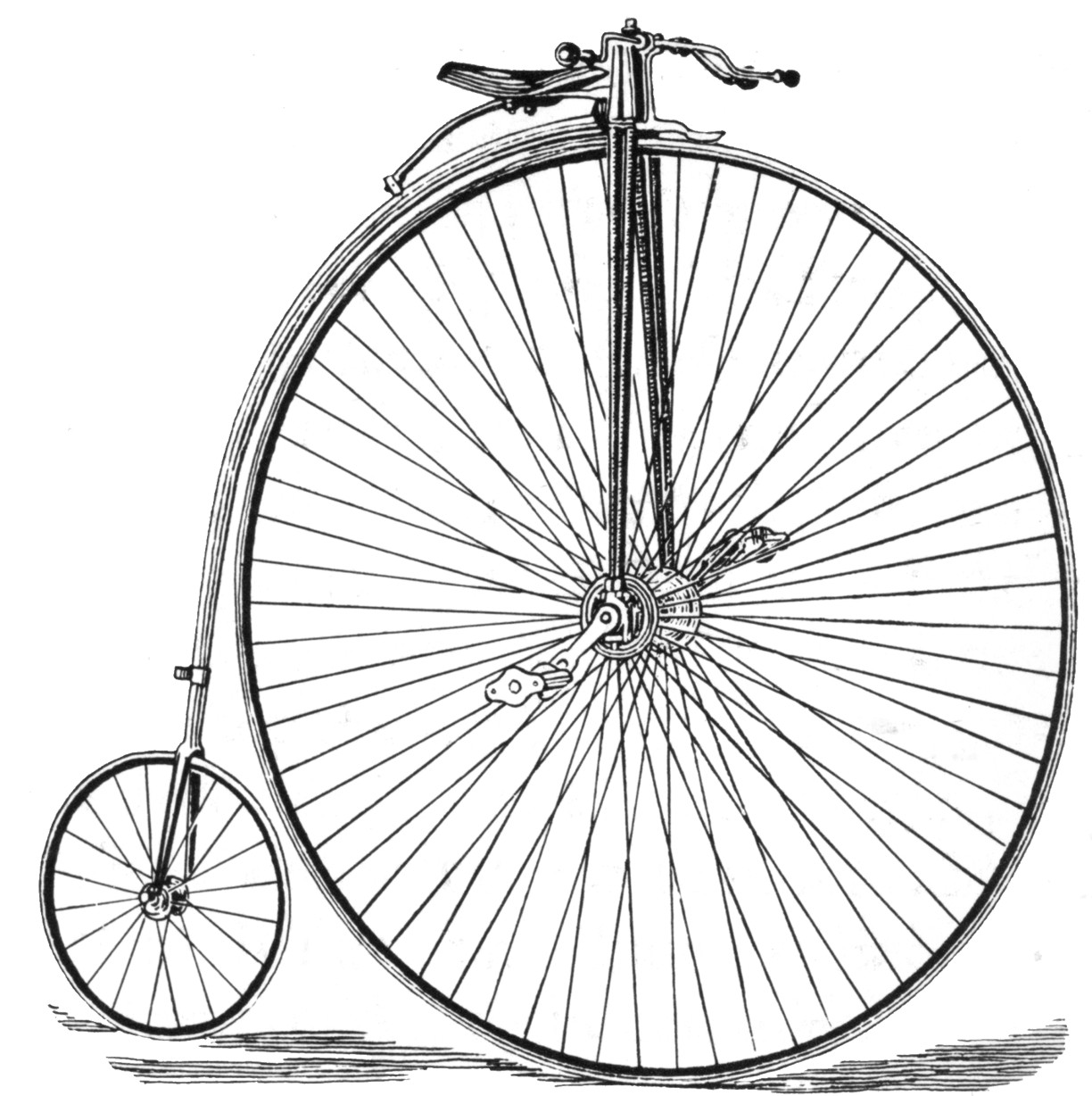
Hochrad Ariel 1871

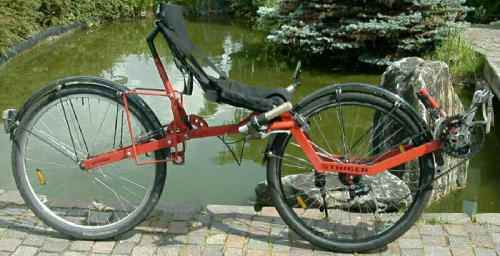
Knicklenker: Airbike (2005)

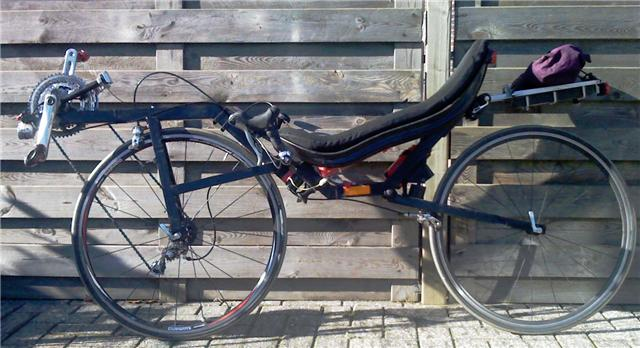
Knicklenker: Flevobike (2009)

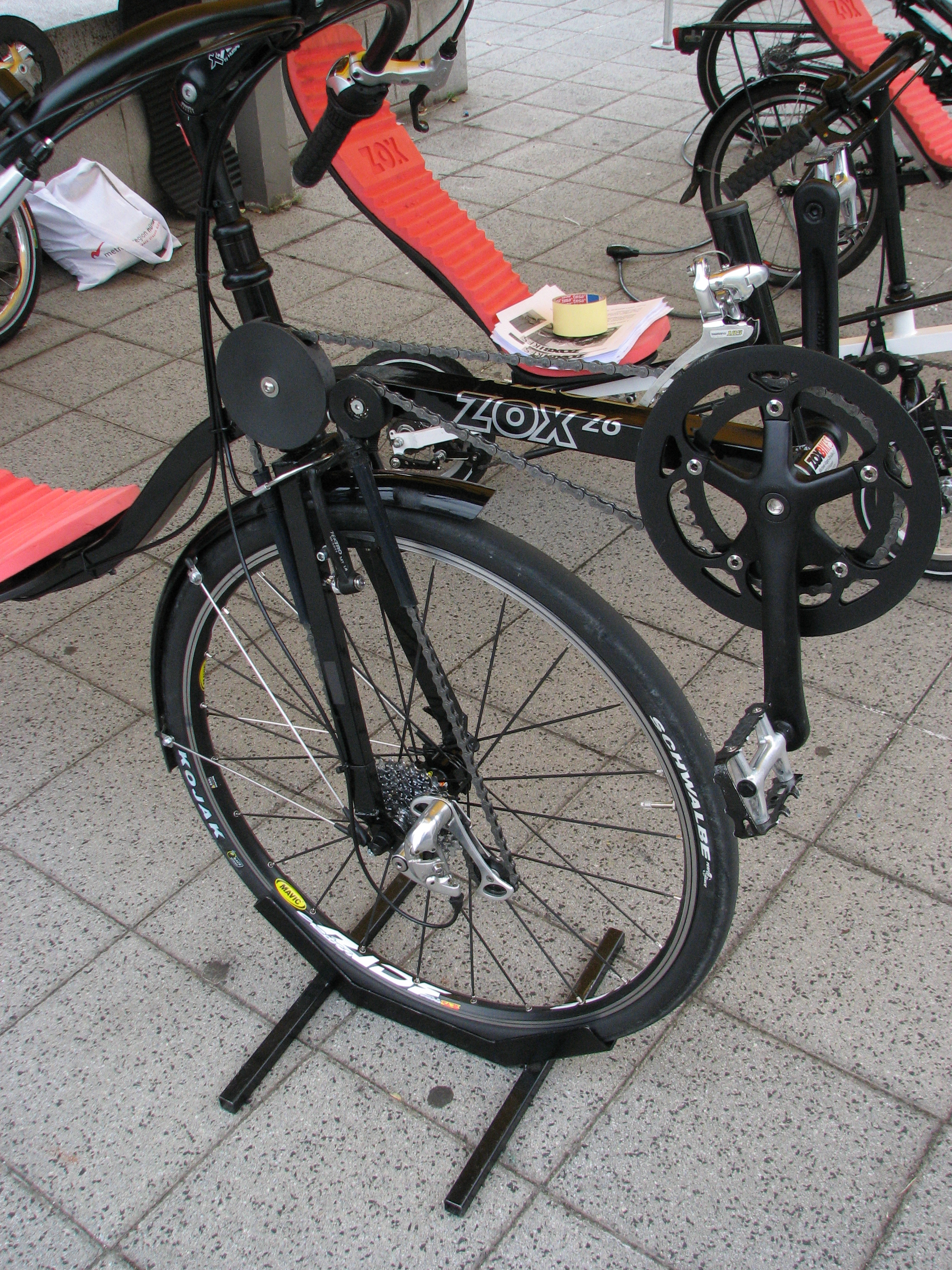
Liegerad mit Tretlager am Rahmen und Umlenkung der Kette

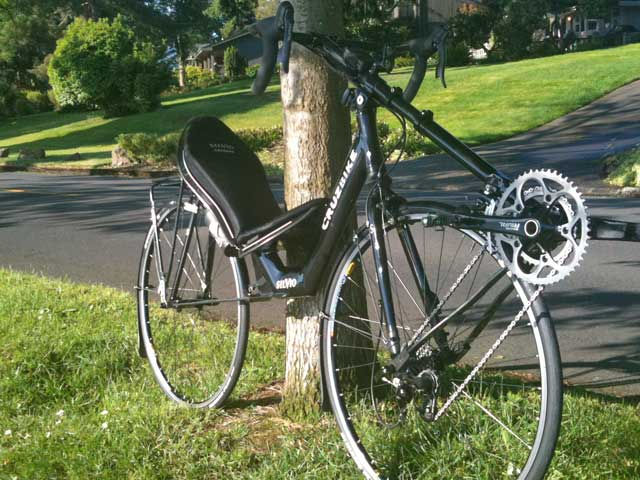
Liegerad mit Moving Bottom Bracket: Tretlager und Kette bewegen sich beim Lenken gemeinsam mit der Gabel

Ein Zweirad mit Frontantrieb ist ein einspuriges Fahrzeug, dessen Antrieb mit Muskel- oder Motorkraft über das Vorderrad erfolgt. Allgemein sind frontgetriebene Zweiräder seltener als solche mit Heckantrieb. Fahrräder hatten zuerst Pedalantrieb am Vorderrad (Michauline und Hochrad), bevor der Hinterradantrieb erfunden und mit dem Sicherheitsniederrad Standard wurde. Im 21. Jahrhundert gibt es den Vorderradantrieb fast nur noch am Liegerad und bei Elektrofahrrädern. Im Lauf der Entwicklung entstanden Fahrräder und Krafträder mit Frontantrieb, deren technische Lösungen von der einfachen Tretkurbel bis zu aufwendigen Allradanwendungen für Motorräder reichen.

## Physik und konstruktive Merkmale
Die Physik des Zweiradfahrens ist komplex. Besonders bedeutsam für Zweiräder mit Frontantrieb sind Wirkungen der dynamischen Radlastverteilung und der Gewichtsverlagerung an Steigungen. Durch diese Schwerpunktverlagerungen liegt der mögliche Vortrieb von Zweirädern mit Frontantrieb stets deutlich unter den Vortriebswerten, die von Zweirädern mit Heckantrieb erreicht werden können. Bei Tretkurbelrädern entstehen zusätzlich Seitenkräfte, die die Lenkung beeinflussen. Studien zu Auswirkungen der rotierenden Massen von Motoren an der Vorderachse sowie Untersuchungen zur Rollwinkelbeschleunigung für frontgetriebene Zweiräder sind nicht bekannt.
Muskelbetriebene Zweiräder verfügen in der Regel über Tretkurbeln. Für elektrisch angetriebene Fahrräder mit Frontantrieb (Pedelec bzw. Elektrorad) ist ein Radnabenmotor derzeitiger Stand der Technik. Relativ selten sind Zweiradfahrzeuge mit zwei angetriebenen Rädern (Allradantrieb / 2 WD).

## Vorteile, Nachteile und Abgrenzung
Vorteile des Frontantriebs ergeben sich je nach Konstruktion unterschiedlich. Nennenswert sind:
- einfache Konstruktion bei Tretkurbelrädern
- Kombinationsmöglichkeit von Hilfsmotoren mit konventionellen Fahrrädern
- geringer technischer Aufwand bei Antrieb mit Reibrollen (Vélosolex)
- zusätzliche Traktion bei Allradantrieb

Nachteile des Frontantriebs liegen in:
- der im Vergleich zum Hinterradantrieb geringeren maximalen Kraftübertragung
- der ungünstigen Gewichtsverteilung bezüglich der dynamischen Radlastverteilung
- aufwendigere Technik bei Direktantrieb mit Verbrennungsmotoren

Abgrenzung zu verwechselbaren Antriebstechniken:
Frontantrieb hat ein Fahrzeug, dessen Vorderrad angetrieben wird.
- Zweiräder mit vorn angebrachten Luftschrauben zählen nicht zu den Fahrzeugen mit Frontantrieb. Ein Projekt wurde von Ernest Archdeacon im Jahre 1906 mit einem vorn angebrachten Propeller realisiert und verdeutlicht die Abgrenzung zum Frontantrieb.
- Einachsige Fahrzeuge können keinen Frontantrieb haben. Der Segway Personal Transporter hat zwar zwei Räder, er gilt jedoch nicht als Zweirad, sondern ist als „zweirädriges, mehrspuriges Motorfahrzeug“ definiert und zählt somit nicht zu den Zweirädern mit Frontantrieb.
- Mehrspurige Fahrzeuge zählen nicht zu den Zweirädern.

## Fahrräder

### Überblick
Die ersten Zweiräder waren die sogenannten Draisinen, im Jahr 1817 von Karl Drais erfunden. Der Franzose Pierre Michaux entwickelte und baute ab 1861 die ersten Tretkurbelräder – auch Michauline genannt. Unter dem Namen „Lallement Velociped“ ließ Pierre Lallement 1866 Verbesserungen dieses Typs patentieren. Die Bezeichnung Velociped ist dem Lateinischen entlehnt; sie weist auf den „Schnellen Fuß“ hin. James Starley entwarf 1870 das Hochrad „Ariel“ mit der bis heute bekannten Form. Um 1890 beendete das Sicherheitsniederrad die Ära der Hochräder. Gründe waren geringere Sturzgefahr und technischer Fortschritt der Niederräder, insbesondere der Antrieb über eine Rollenkette und der Luftreifen, der 1888 von Dunlop und 1889 von Michelin erfunden wurde. Sicherheitsräder dieser Bauart wurden weiter perfektioniert und sind bis heute bewährt. Die Entwicklung des Sicherheitsrades bedeutete für fast 100 Jahre das Aus für den Frontantrieb beim Fahrrad. Erst Ende des zwanzigsten Jahrhunderts wurde der Frontantrieb wieder für neue Fahrradkonstruktionen genutzt.

### Technik
Die ersten Zweiräder mit Frontantrieb waren Tretkurbelräder (Velocipede) und Hochräder, die mithilfe direkt an den Achsen angebrachter Tretkurbeln durch Muskelkraft angetrieben wurden. In neuerer Zeit wurden frontgetriebene Fahrräder als Liegeräder konstruiert, entweder als Knicklenker oder mit am Rahmen befestigtem Tretlager und umgelenkter Kette oder mit gegenüber dem Hauptrahmen beweglich angeordnetem Tretlager (Moving Bottom Bracket, MBB), sowie als Mountainbikes mit Allradantrieb. Die meisten Fahrräder werden mit Tretkurbeln angetrieben, weil der Mensch mehr Kraft in den Beinen entwickeln kann als in den Armen. Fahrräder zum Antrieb durch die Armmuskulatur werden Handbikes genannt.

## Krafträder
Zu den ersten Entwicklungen von Motorrädern im späten 19. Jahrhundert zählen Systeme mit Frontantrieb. Die Klasseneinteilungen zwischen Motorrädern, Mopeds oder Fahrrädern mit Hilfsmotor waren noch unbekannt. Daher wurden frühe motorisierten Zweiräder meist den Motorrädern (englisch Motorcycle) zugerechnet. Ein Patent zu motorisiertem Frontantrieb mit Kurbelwellen ist aus 1895 bekannt, das Modell Werner 1897 wurde kurz danach zuerst mit Reibrollenantrieb, später mit Riemenantrieb vorgestellt. Eine amerikanische Patentanmeldung aus 1897 nennt einen Radnabenantrieb mit Umlaufmotor als Antriebsvariante. In der Folge wurden zunächst recht einfache Lösungen wie Riemenantrieb oder Reibrollenantrieb eingesetzt. Spätere Modelle mit Radnabenmotoren waren technisch erheblich anspruchsvoller. Der Australier Ian Drysdale verwirklichte mit dem Versuchsmotorrad Drysdale 2x2x2 ein Zweirad, das außer Front- und Heckantrieb zusätzlich Front- und Hecklenkung mit Hydraulik hatte.

### Riemen, Ketten, Zahnräder als Antriebselemente

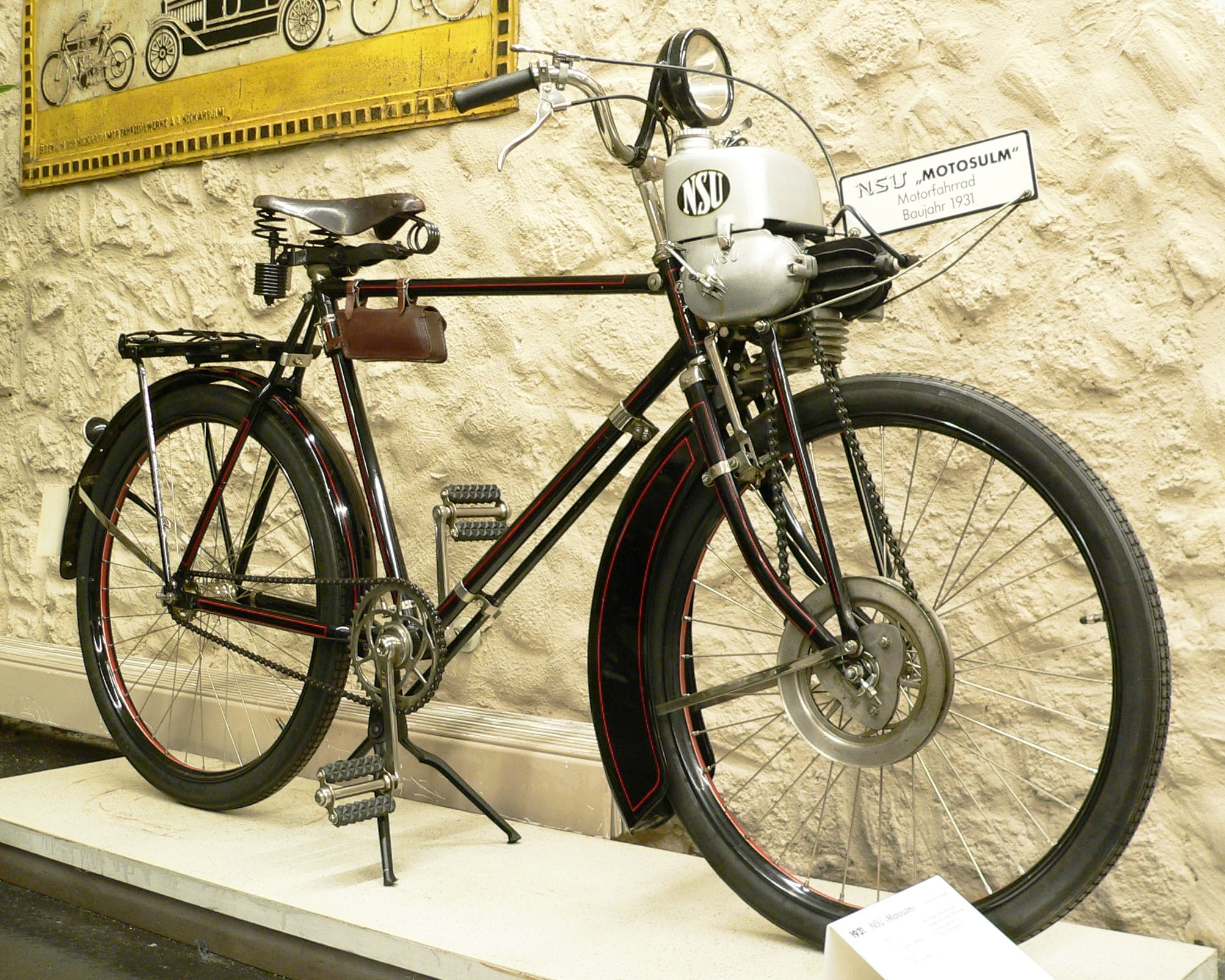
NSU Motosulm

Die Gebrüder Werner stellten 1897 ihr Modell „Motocyclette“ vor. Das Fahrzeug, das einem Fahrrad ähnelte, hatte Riemenantrieb. Von diesem Modell wurden zahlreiche Lizenzen vergeben. Die Cyklon Maschinenfabrik GmbH produzierte ab 1900 Serienmotorräder mit Frontantrieb. Ein Riemen übertrug die Kraft vom Motor zum Vorderrad. Das Modell Zyklon wurde 1905 eingestellt. Ab 1919 produzierte Krupp in Essen den Krupp-Roller, einen Kleinstroller (Motorläufer genannt) mit einem seitlich am Vorderrad angebrachten Motor. Das Allradgeländemotorrad Rokon Trail-Breaker wird seit 1960 gebaut. Besonderheit der Rokon ist die Kraftverteilung des Mittelmotors, dessen Drehmoment über Ketten und Wellen auf die Räder übertragen wird. Weitere bekannte Modelle dieser Antriebsarten sind:
- Colibri, Fahrradhilfsmotor mit Kettenantrieb, späte 1910er Jahre[16]
- NSU Motosulm, Einzylinder-Zweitaktmotor, 63 cm³, 1,25 PS, Höchstgeschwindigkeit 35 km/h, Antrieb (ohne Schaltgetriebe) mit Kette; als Damen- und Herrenrad gebaut (1931–1935)
- Flottweg, 98 cm³ (1918)[12]
- Rex mit Riementrieb, Possenhofen: FM31, FM32, FM50 49 cm³ (1947)[17]
- Autoped Roller, New York (USA), 155 cm³ (1915)[12]
- Husqvarna Novolette, Schweden, Riemenantrieb[18]

### Friktionsantrieb mit Reibrollen

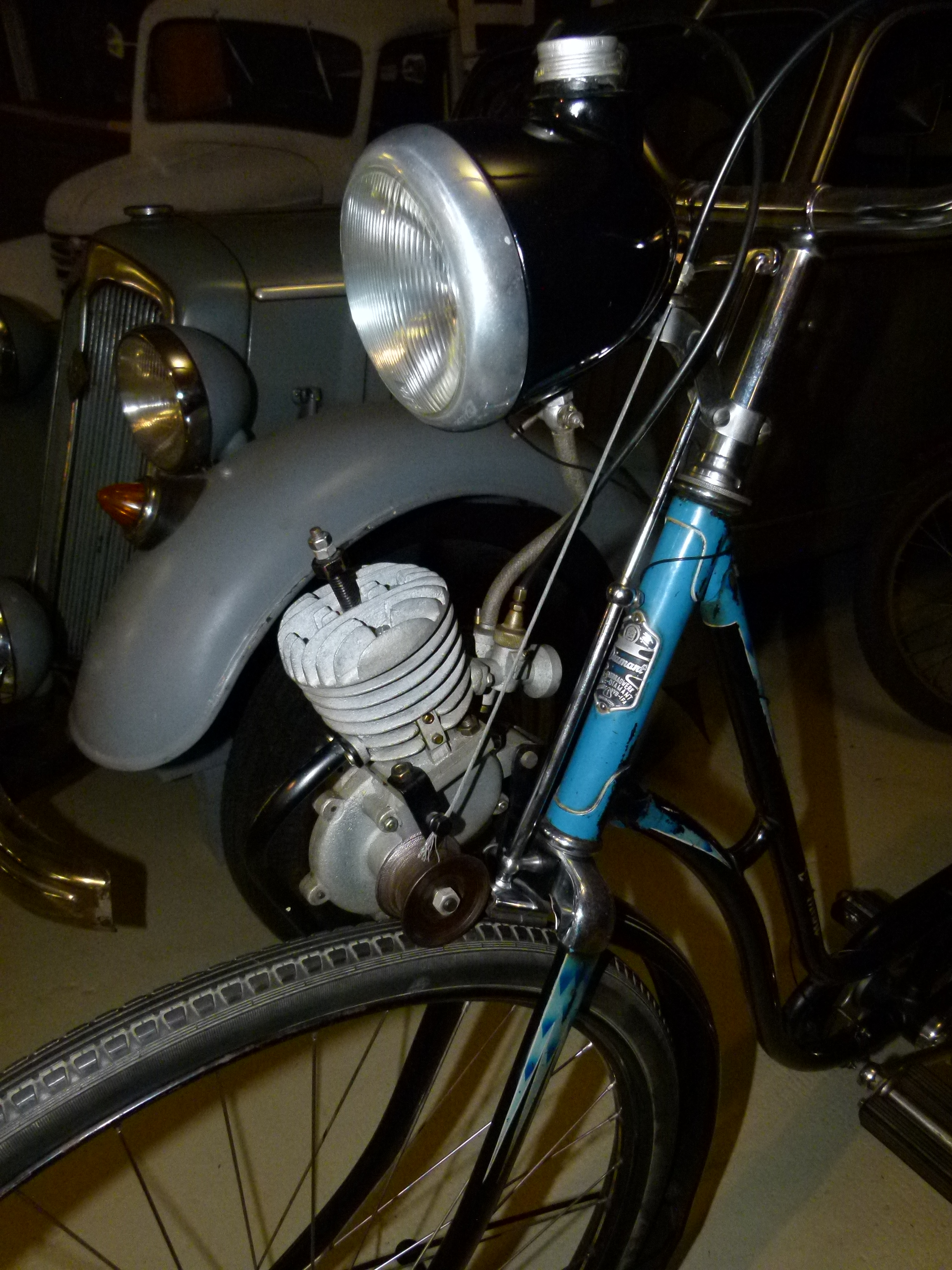
Diamantfahrrad mit Reibrollenantrieb (1950) im Verkehrsmuseum Chemnitz

Die Kraftübertragung mit Reibrollen ist technisch nur bei leistungsschwachen Fahrzeugen sinnvoll. Daher finden sich Lösungen für die Kraftübertragung auf das Vorderrad vornehmlich bei fahrradähnlichen Fahrzeugen. Die Firma Ixion produzierte einen der ersten Motoren mit Reibrollenantrieb. 1903 wurden die Fahrradmodelle Komet und Sigurd mit diesem Motor vorgestellt. Das Mofa der Marke Vélosolex (1946 bis 1988, in Lizenz bis heute) ist mit etwa 6 Mio. gebauten Exemplaren das bisher erfolgreichste frontgetriebene Zweirad. Eine Reibrolle überträgt die Kraft des direkt über dem Vorderrad angebrachten Motors auf den Reifen. Weitere bekannte Modelle dieser Bauart sind:
- Berini (Bernhard Neumann, Rinus Bruynzeel, Nico Groenendijk) M13 Rotterdam (1949 bis 1961)[19]
- Cymota, Motor Components Ltd., Birmingham[20]
- Eilenriede, Firma Paffrath, Linz am Rhein (Viertaktmotor mit hängendem Zylinder[21])
- Flink, Motorenwerk Varel GmbH[22]
- Ixion, Hilfsmotor mit Reibrollenantrieb[12]
- Le Poulain, Frankreich[23]
- Panther Baby, Pantherwerke Braunschweig, Lizenzfertigung des Berinimotors[24]
- Topres, Landman & Co, Amsterdam, Niederlande[25]
- WSK (ähnelt dem Velosolex), Polen[26]

### Radnabenantriebe

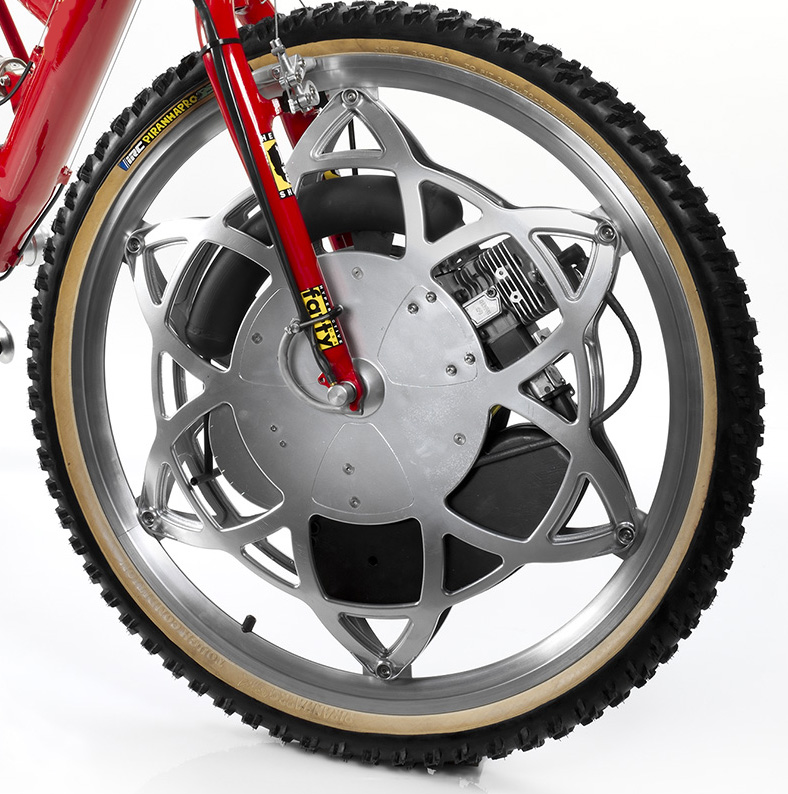
Radnabenzweitaktmotor von RevoPower Inc. (USA, 2007)

Radnabenantriebe sind mit Radnabenmotoren ausgestattet. Der Radnabenmotor ist eine Kraftmaschine, die direkt in ein Rad eines Fahrzeuges eingebaut ist und gleichzeitig die Radnabe trägt, sodass ein Teil des Motors mit dem Rad umläuft. Im Bereich der Zweiräder mit Frontantrieb gibt es dazu verschiedene technische Lösungen mit und ohne Getriebe, was zu mehr oder weniger Masse der umlaufenden Teile führt.

#### Mit Elektromotoren
Erste Entwicklungen von Radnabenmotoren meldete bereits 1896 Ferdinand Porsche zum Patent an. Die jüngsten Entwicklungen liegen im Bereich der Radnabenmotoren für Elektroräder. Je nach Antriebsleistung sind sie Fahrrädern oder Krafträdern zuzuordnen. Panasonic hat 2008 einen Radnabenantrieb für Fahrräder vorgestellt, der Bremsenergie zur Wiederaufladung der Batterien nutzt. Diese Lösung steigert die Reichweite von Elektrofahrrädern. Ein System für elektrischen Frontantrieb von Motorrädern wurde 2008 für KTM patentiert. Das System hat wenig Mechanik und lässt sich durch elektronische Regelmöglichkeiten auf den Fahrbetrieb abstimmen.
Dem Konzept eines Motorrollers mit Frontantrieb und Knicklenkung wurde 1999 für Friedrich Grimm das Patent erteilt. Neue Erkenntnisse der Elektrotechnik ermöglichen die Erzeugung hoher Drehmomente durch Elektromotoren und neue Batterien mit hohen Kapazitäten. Die Fortschritte dieser Technologien sind erheblich und werden durch neue Weltrekorde für „Electrocross“ und für Höchstgeschwindigkeiten dokumentiert.

#### Mit Hydraulikmotoren
Durch Fortschritte in der Hydrauliktechnik sind im Bereich der Motorräder hydraulische Antriebe entwickelt worden. Für den Motocross-Sport wurden Systeme entwickelt, die das Vorderrad zusätzlich zum konventionell betriebenen Hinterrad antreiben. Die schwedische Firma Öhlins entwickelte Anfang der 1990er Jahre ein System dieser Art. Diese Lösungen werden zum Teil als „2 WD“ oder „2 Trac“-Systeme bezeichnet. Yamaha stellte entsprechende Modelle unter den Bezeichnungen YZM 426 WR, WR450F und TT 600 R vor. Mit einer so ausgestatteten Yamaha TT 600 R 2WD gewann der Italiener Antonio Colombo die Sardinien Rallye 99. Bei diesen Antriebssystemen drückt eine Hydraulikpumpe, die im Getriebe des Motors untergebracht ist, Öl durch flexible Druckleitungen zum Vorderrad. Das Öl treibt dort einen kleinen Hydraulikmotor an, der den Frontantrieb übernimmt.

#### Mit Verbrennungsmotoren

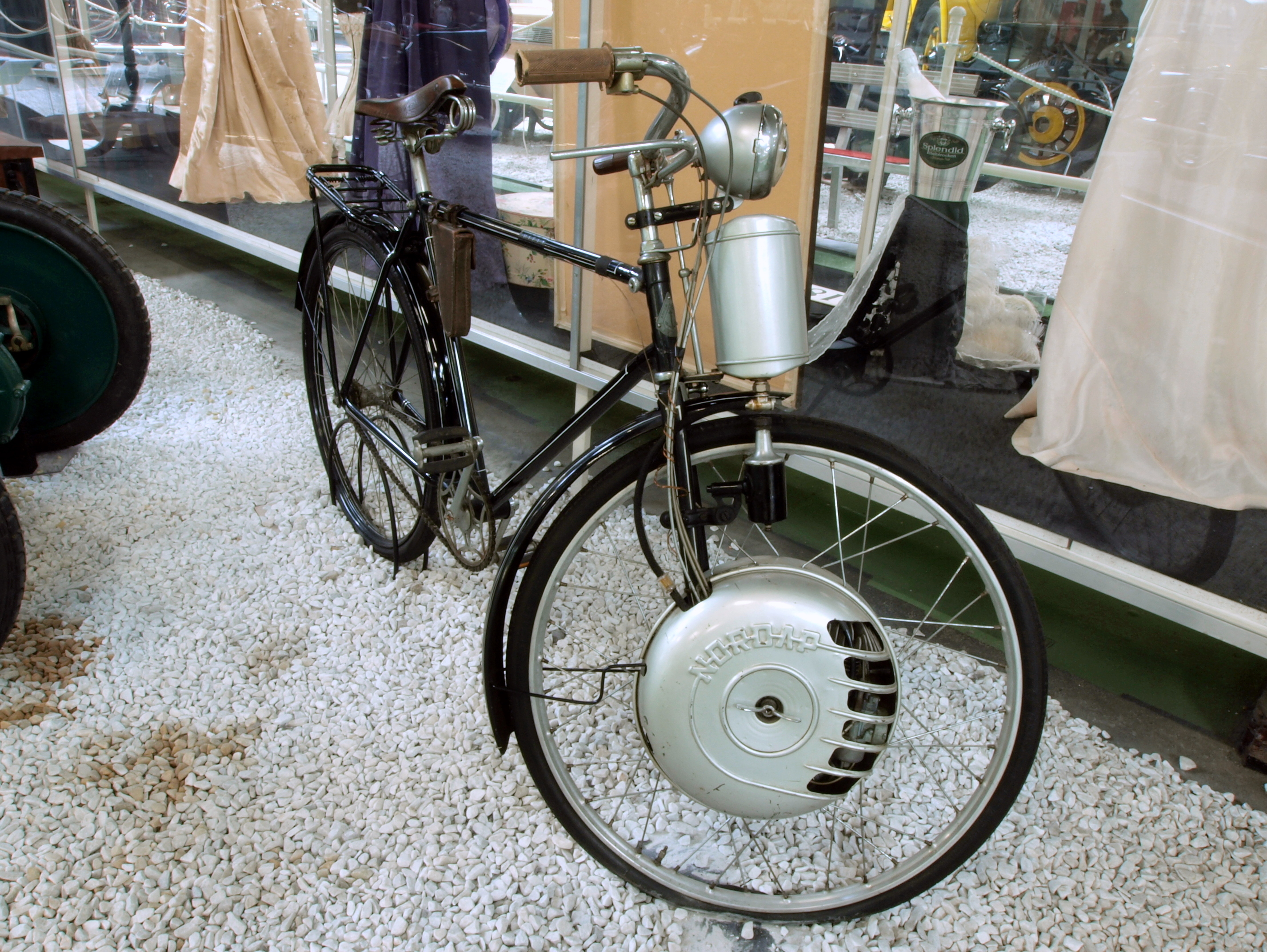
Fahrrad mit Frontmotor von Nordap (Baugleich mit Velmo)

Der früheste bekannte Umlaufmotor für Frontantrieb wurde 1897 von Charles E. Duryea mit dem Patent US682606A angemeldet. Der Radnabenmotor der Megola (von 1920) war ein Umlaufmotor, der in Form eines Fünfzylinder-Sternmotores ein Bestandteil des Vorderrades war. Es wurden etwa 2000 Stück der Megola-Modelle gebaut. Das Killinger & Freund Motorrad von 1938 war eine Weiterentwicklung der Megola mit drei über das Getriebe verbundenen Zweitaktmotoren im Vorderrad. Die vorstehenden Modelle waren die wenigen bekannten Motorräder der Bauart mit Umlaufmotoren. Der Radnabenantrieb mit Verbrennungsmotoren wurde auch für Fahrräder mit Hilfsmotor eingesetzt. Nachfolgend eine Übersicht dieser Modelle:
- „Austro Motorette“, mit Radnabenmotor von ÖWA, Steirische Fahrzeugwerke G.W.A. später Grazer Motorenwerk A.G. auch Österreichische Werke Arsenal, 1920er Jahre[37][38]
- „Velmo/Nordap“, Radnabenmotor, Velmo Motoren GmbH, Hamburg, 1951 bis 1957[39]
- „Wing Wheel“, Radnabenmotor, Kromhout, Niederlande, frühe 1950er Jahre[40]
- „RevoPower Inc.“ entwickelte etwa 2005 in den USA einen neuen Radnabenzweitaktmotor zur Verwendung als Hilfsmotor in Fahrrädern.[41]

## Historische Krafträder mit Frontantrieb

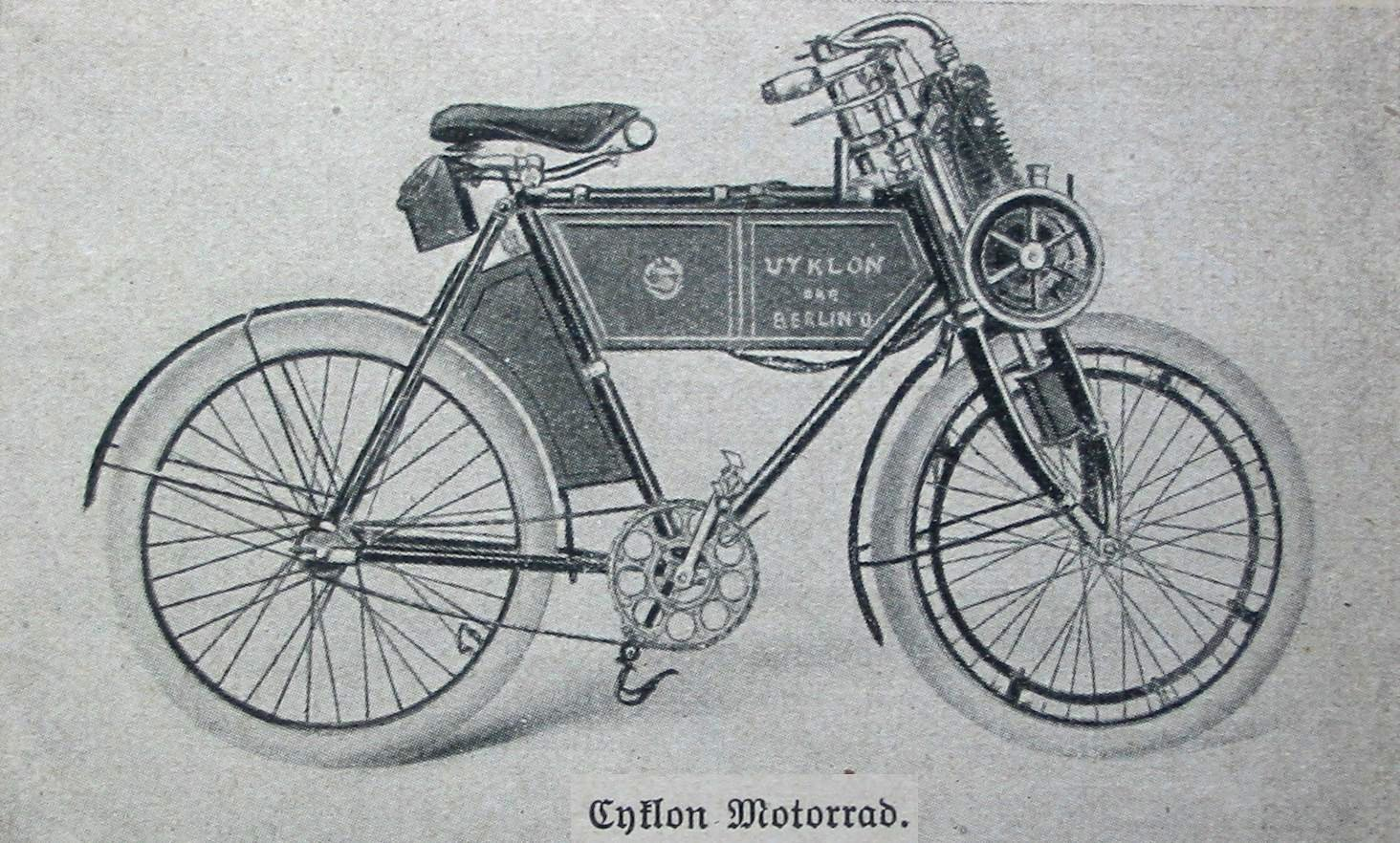
Motorrad der Marke Cyklon um 1900
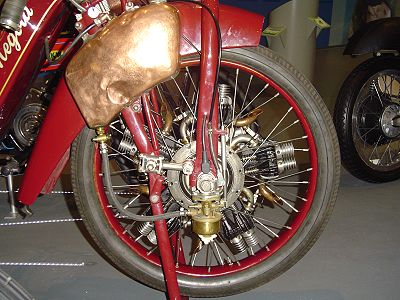
Megola-Motor
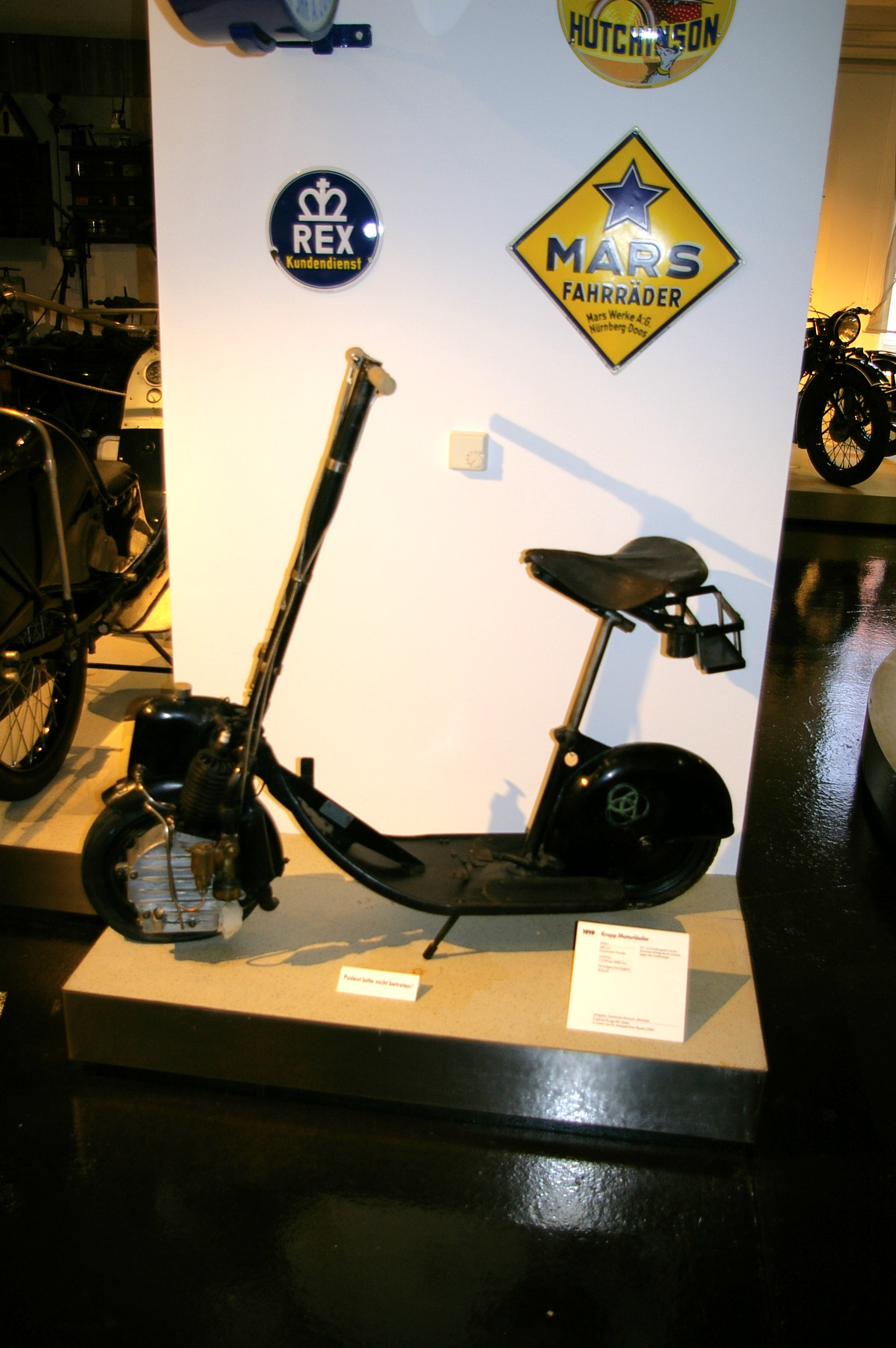
Krupp Motorroller mit Frontantrieb
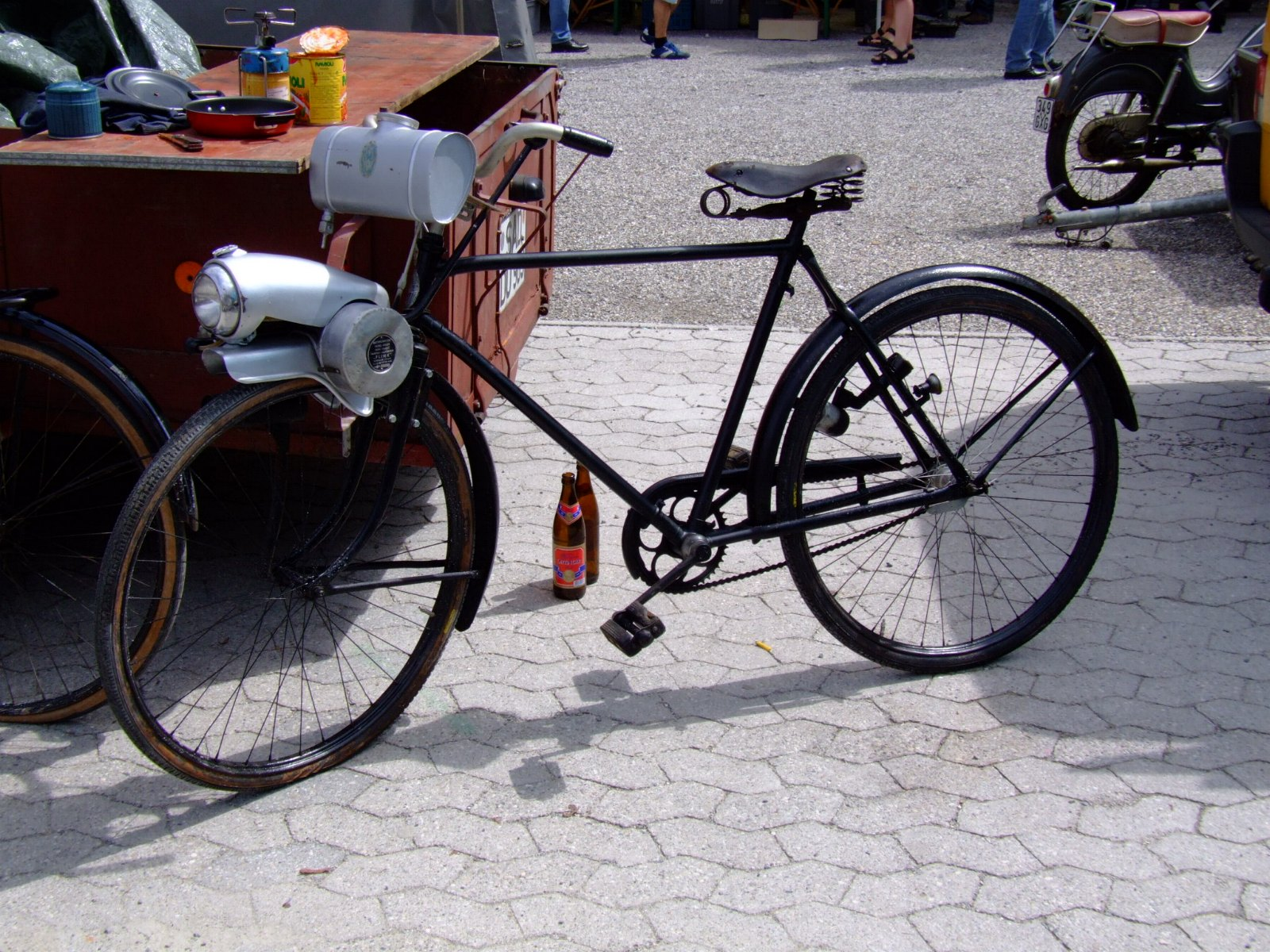
Fahrrad mit Flinkmotor (Motorenwerk Varel)
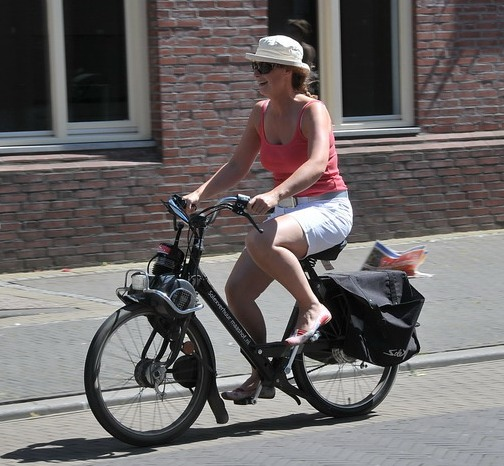
Vélosolex S3800